# 趙宗武
趙宗武，为清朝政治人物，是江南甘泉縣人。趙宗武為舉人出身，于乾隆五十八年（1793年）出任湖南永順府龍山縣知縣。